# Neoserolis exigua
Neoserolis exigua är en kräftdjursart som först beskrevs av Nordenstam 1933.  Neoserolis exigua ingår i släktet Neoserolis och familjen Serolidae. Inga underarter finns listade i Catalogue of Life.